# Walter Bathe
Walter Bathe (ur. 1 grudnia 1892 w Probsthain, zm. 21 września 1959 w Cesenatico) – niemiecki pływak. Dwukrotny złoty medalista olimpijski ze Sztokholmu.
Specjalizował się w stylu klasycznym. Zawody w 1912 były jego jedynymi igrzyskami olimpijskimi. Triumfował na dystansie 200 i 400 metrów żabką. Sześciokrotnie był mistrzem kraju.
W 1970 został przyjęty do International Swimming Hall of Fame.